# جان پولیتو
جان پولیتو (انگلیسی: Jon Polito؛ زادهٔ ۲۹ دسامبر ۱۹۵۰-۱ سپتامبر ۲۰۱۶) یک هنرپیشه اهل ایالات متحده آمریکا بود. وی از سال ۱۹۸۱ تا پایان عمر مشغول فعالیت بود.

## گزیده فیلمشناسی
از فیلم‌ها یا برنامه‌های تلویزیونی که وی در آن نقش داشته‌است می‌توان به آثار زیر اشاره کرد.
- روشن بینی (۱۹۸۲)
- کوه‌نشین (۱۹۸۶)
- شرایط بحرانی (۱۹۸۷)
- تازه‌کار (۱۹۹۰)
- تقاطع میلر (۱۹۹۰)
- بارتون فینک (۱۹۹۱)
- موشک‌زن (۱۹۹۱)
- کت چرمی (۱۹۹۲)
- وکیل هادساکر (۱۹۹۴)
- کلاغ (۱۹۹۴)
- مرد خالی (۱۹۹۴)
- فلوک (۱۹۹۵)
- به سوی خانه ۲: گمشده در سان فرانسیسکو (۱۹۹۶)
- لبوفسکی بزرگ (۱۹۹۸)
- افسانه مومیایی (۱۹۹۸)
- موسیقی از اتاقی دیگر (۱۹۹۸)
- مسیر سبز (۱۹۹۹)
- استوارت کوچولو (۱۹۹۹)
- ماجراهای راکی و بولوینکل (۲۰۰۰)
- خیاط پاناما (۲۰۰۱)
- تقلید ۲ (۲۰۰۲)
- مردی که آنجا نبود (۲۰۰۲)
- ماسک سیاه ۲: شهر ماسک‌ها (۲۰۰۲)
- ۲۹ نخل (۲۰۰۲)
- کارآگاه آوازخوان (۲۰۰۳)
- نمایی از بالا (۲۰۰۳)
- جعبه (۲۰۰۳)
- آخرین شلیک (۲۰۰۴)
- کباب‌شده (۲۰۰۶)
- پوچ بزرگ (۲۰۰۶)
- پرچم‌های پدران ما (۲۰۰۶)
- گانگستر آمریکایی (۲۰۰۷)
- باشگاه کوگر (۲۰۰۷)
- بارت یک اتاق دارد (۲۰۰۸)
- قفسه ۱۳ (۲۰۰۹)
- سال اول (۲۰۱۱)
- جوخه گانگستر (۲۰۱۳)
- چشمان بزرگ (۲۰۱۴)
- مرگ فروشنده (۱۹۸۵)
- ایکوالایزر (۱۹۸۶–۱۹۸۹)
- دختران زندانی (۱۹۹۴)
- خیال باطل (۱۹۹۵–۱۹۹۶)
- نسخه اولیه (۱۹۹۷–۲۰۰۰)
- ساینفلد (۱۹۹۸)
- مجتمع آپارتمانی (۱۹۹۹)
- نمایش درو کری (۲۰۰۱–۲۰۰۲)
- بکر (۲۰۰۲)
- آل کاپون (۲۰۰۲)
- دختران گیلمور (۲۰۰۲–۲۰۰۳)
- اولیور بین (۲۰۰۳–۲۰۰۴)
- قاضی ایمی (۲۰۰۴)
- کدبانوهای وامانده (۲۰۰۵)
- آواتار: آخرین بادافزار (۲۰۰۵)
- اساتید وحشت (۲۰۰۶)
- نخل‌های سوزان (۲۰۰۷)
- متوسط (۲۰۰۷)
- دو مرد و نصفی (۲۰۰۸)
- مانک (۲۰۰۹)
- روان‌کاو (۲۰۱۰)
- فیلادلفیا همیشه آفتابی است (۲۰۱۱)
- کسل (۲۰۱۴)
- خانواده امروزی (۲۰۱۴–۲۰۱۶)
- بابای آمریکایی! (۲۰۰۶)
- کمدی بنگ! بنگ! (۲۰۱۶)